# Médias en Lorraine
L'histoire des médias en Lorraine est caractérisée par une floraison de titres de presse écrite vers 1900, et une concentration progressive au fil du XXe siècle, contrebalancée toutefois par l'émergence de nouveaux médias notamment audiovisuels.

## Presse écrite

### Presse écrite quotidienne
Des nombreux titres d'autrefois de la presse quotidienne, souvent d'opinion, il reste aujourd'hui deux grands titres de PQR en Lorraine, qui ne se font pas concurrence : L'Est républicain créé en 1889 à Nancy couvre la Meurthe-et-Moselle et la Meuse ; Le Républicain lorrain, créé en 1919 à Metz, couvre la Moselle et le nord de la Meurthe-et-Moselle. Vosges-Matin créé le 2 janvier 2009 à Épinal, couvre également les Vosges.
L'Est républicain est la figure de proue du groupe EBRA (Est, Bourgogne, Rhône-Alpes), contrôlé depuis juin 2008 par le Crédit mutuel, premier groupe de presse français devant Groupe Ouest-France.
De nombreux titres ont disparu : Le Journal des Vosges, journal d'inspiration orléaniste disparu en 1874, Le Progrès de l'Est (Nancy), Le Télégramme des Vosges (quotidien spinalien conservateur et clérical, qui cesse de paraitre en 1940), L'Écho de Nancy (collaborationniste, sous direction allemande de 1940 à 1945), L'Express de l'Est, d'Épinal, disparu en 1944, Le Messin (disparu en 1946), L’Éclair de L’Est (fondé à Nancy en 1905 et disparu en 1949, édité par la société anonyme La Presse de l'Est, financé dans l'entre-deux-guerres en partie par François de Wendel et longtemps soutenu par le groupe catholique de La Presse régionale), Le Lorrain (quotidien catholique messin disparu en 1969, dont la famille de Wendel était actionnaire), Le Prolétaire de l’Est (communiste, disparu en 1956), Le Populaire de l’Est (socialiste, disparu en 1960), L'Avenir lorrain (fondé en 1931 par Alexandre Dreux). La famille de Wendel était en outre propriétaire de L'Écho de Lorraine (fondé en 1906), et actionnaire de la société anonyme La Presse de L'Est, qui soutenait L'Impartial de l'Est. La Liberté de l'Est a disparu le 31 décembre 2008 en fusionnant avec L'Est républicain, pour créer Vosges-Matin.
À l'issue de la fusion, L'Est républicain reste le 1er journal de Lorraine (le 2e étant Le Républicain lorrain).

### Presse écrite hebdomadaire
- L'Ami Hebdo Lorraine est le plus vieil hebdomadaire de Lorraine. Il est né en 1883 à Metz (rue Mazelle). Son nom d'origine est le Metzer Katholisches Volksblatt. Il prend, un temps, le nom de L'Ami des foyers chrétiens. Depuis 1982, après sa fusion avec l’hebdomadaire strasbourgeois L'Ami du peuple hebdo, il devient L'Ami hebdo Lorraine[1]. Il couvre la Moselle, le nord de la Meurthe-et-Moselle, l'Est de la Meuse, le sud Sarre et le sud Luxembourg.
- La Semaine est un hebdomadaire, qui compte trois éditions, messine (depuis 2005), nancéienne (depuis 2010) et thionvilloise. Il tire à 5377 exemplaires hebdomadaires[2] à Nancy et à 4974 exemplaires hebdomadaires à Metz[3].
- 54 HEBDO est un hebdomadaire d'actualités locales couvrant Nancy et sa couronne, lancé en 2015, paraissant les vendredis.

### Presse écrite mensuelle et autres périodicités
(par ordre d’ancienneté)
- Le Pays Lorrain, édité par la Société d'archéologie lorraine, créé en 1904
- Le Courrier lorrain (disparu), bihebdomadaire acheté en 1913 par la famille de Wendel
- La Revue Lorraine Populaire, bimestriel édité par Jean-Marie Cuny et publié depuis 1974
- La Lorraine royaliste, mensuel rattaché à l'Action française
- La Gazette lorraine, éditée par Stéphane Wieser[4] et l'association CHATEL[5], créée en 1991
- En passant par la Lorraine (disparu), revue trimestrielle, créée en 2004
- Metropolis, gratuit nancéien, créé en 2007
- 100% Vosges, bimensuel gratuit vosgien, créé en 2009
- La Plume Culturelle, la revue, gratuit - Trimestriel créé en juin 2011
- Les Tablettes lorraines, bi-hebdomadaire économique et régional.
- Court-Circuit, trimestriel dédié à la vie locale de Metz et agglomération, créé au printemps 2021, chaque numéro propose une centaine de pages de récits, de portraits, d’enquêtes, d’immersions, ...

## Blogs lorrains
La Lorraine a vu une floraison de blogs, politiques ou non, au début du XXIe siècle.

## Radio
En Meuse : Meuse FM émet pour la première fois sur Verdun en 1982. Aujourd'hui, Meuse FM comprend quatre fréquences 99.00 Bar-le-Duc, 95.00 Verdun, 90.50 Commercy et 92.70 Montmédy.
La Lorraine compte deux rédactions locales de la radio publique française : ici Sud Lorraine à Nancy et ici Lorraine à Metz.
Magnum la radio est une radio régionale basée à Épinal qui diffuse en FM dans les Voges et la Meuthe-et-Moselle. Elle est également accessible en Haute-Marne en FM et à Strasbourg, Colmar et Haguenau en DAB+.
Il existe aussi trois radios catholiques, RCF Lorraine Meuse, RCF Lorraine Nancy et RCF Jérico Moselle. Elles font toutes trois partie du réseau de Radio chrétienne francophone.
Du côté étudiant, Radio Campus Lorraine, créée en 2012, se veut un média innovant à destination des étudiants lorrains, alliant contenus ludiques et informatifs. Cette radio et webradio fait partie du réseau Radio Campus France.
RCN (Radio Caraib Nancy) est une radio associative de Nancy. Elle propose un programme intergénérationnel varié, alliant musique, culture et société. 90.7 FM
À Épinal, Radio Cristal (associative) propose un programme local riche et une programmation musicale essentiellement francophone.
À Metz, RPL, la radio des pays lorrains émet depuis le début des radios libres et propose des programmes où l'actualité locale est omniprésente. 
À Sarreguemines, Radio Mélodie émet depuis 1987 (et à Forbach depuis 2011). Ses programmes s'adressent aux adultes et couvrent un univers musical allant des années 60 à nos jours. Il s'agit d'une radio commerciale dont les revenus proviennent de la publicité.

## Télévision
France 3 Lorraine Champagne-Ardenne, implanté dès 1963 à Nancy ; en 1982 est implanté l'unique atelier de vidéographie en région.
En 2008, M6 a mis fin à son décrochage quotidien de six minutes 6 Minutes Nancy lancé en 1994.
Fin juin 2010, RTL9 ferme son antenne régionale à Metz.
Quelques jours auparavant, le 10 juin, Mirabelle TV voit son apparition, il s'agit d'une chaîne axée sur la Moselle disponible sur la TNT. Ses programmes sont variés : information, magazines, sport (retransmission des matches du FC Metz).
Vosges Télévision est une chaîne de télévision locale française diffusée sur le câble et sur la TNT dans l'agglomération d'Épinal et Vittel. Connu sous le nom "Images Plus" depuis mai 1990, elle a pris cette dénomination[source insuffisante] le 21 mai 2010 et a également changé de format en passant du 4/3 au 16/9e.
Le 28 février 2011, Air, l'autre télé émet depuis les anciens locaux de RTL9 disparus quelques mois plus tôt. Calqué sur le format de RTL9, elle propose de l'information régionale, nationale et internationale, un magazine quotidien avec de nombreuses rubriques comme la mode et le terroir. Chaque semaine "Air" propose une émission politique. La grille des programmes est complétée par des dessins animés, des séries, du catch, des documentaires, du poker et du téléachat. Après s'être recentrée sur le Luxembourg d'où elle est diffusée et où se trouve son siège social, elle dépose le bilan le 17 décembre 2014, et cesse ses émissions le 18 décembre en diffusant un message à l'écran durant plusieurs jours.
Il existe également d'autres chaînes locales de proximité en Moselle-Est, comme TV8 Moselle-Est et Mosaïk Cristal, cette dernière étant issue de la fusion le 17 octobre 2018 de Mosaïk (Sarreguemines) et de TV Cristal (Pays de Bitche).

### Web TV Lorraine
- Bar TV, Tv locale participative et associative de Meuse qui a diffusé ses programmes de juin 2003 à Juin 2013, sur internet, en dvd et en projection publique; reportages et fictions sur la Meuse.
- 7minutes.tv, généraliste avec un contenu rédactionnel, créé en septembre 2007 et mise en ligne en mars 2008
- Loreina TV, Web Tv gratuite lancée en 2011, sur l'actualité en Lorraine. En association depuis juin 2014. Studio Télé à Nilvange (Moselle), ainsi qu'une équipe sur Metz.
- web TV Metz Lorraine, lancée par Tout-Metz.com en octobre 2011, elle regroupe une sélection de contenus vidéo ayant pour thème Metz et la Lorraine.